# Bricco

Il bricco Lady Washington.

Il bricco (in inglese brig, in francese brick) è una piccola nave, maneggevole e di dimensioni contenute, dotata di due alberi spesso relativamente alti , e talora anche di un terzo albero a poppa. Il peso può variare tra le 150 e le 200 tonnellate.
Nell'uso, il termine si alterna con la forma brick, ma talora si trova, per iscritto, anche nella forma bric. Nel genovese si registra la forma bricche.
Raffaele Aragona, nel suo Una voce poco fa: repertorio di vocaboli omonimi della lingua italiana (Zanichelli 1994, p. 39) lo registra come sinonimo di veliero. Invece Mithad Kozličić, in Croatian shipping (Književni krug 1993, p. 194), dice trattarsi di un sinonimo di polacca.